# Воронин, Константин Алексеевич
Константин Алексеевич Воронин (1901 — 1975) — советский разведчик, генерал-майор.

## Биография
Родился в украинской семье рабочих. В РККА с 1919, участвовал в Гражданской войне. Член РКП(б) с 1924, в 1928 г. окончил Одесскую пехотную школу. С 1933 обучался на Специальном факультете Военной академии РККА имени М. В. Фрунзе, владел английским и японским языками. В военной разведке с 1936, в ноябре того же года направлен в специальную командировку в Японскую империю. После возвращения в СССР в июле 1938 работал в центральном аппарате Разведывательного управления. С начала Великой Отечественной войны до января 1943 являлся начальником разведывательного отдела штаба 25-й армии Дальневосточного фронта. С января по июль 1943 начальник разведывательной группы ГРУ РККА при вооружённых силах Дальневосточного фронта. С июля по октябрь 1943 находился в распоряжении ГРУ РККА, после чего назначается заместителем начальника разведывательного отдела штаба 1-го Прибалтийского фронта (с 21 февраля 1945 — Земландской группы войск) по войсковой разведке и информации. Снова находился в распоряжении ГРУ Генерального штаба РККА с ноября 1945 по март 1946, после чего возглавлял в центральной структуре ряд отделов. С февраля 1949 заместитель начальника, с октября 1950 до ноября 1953 начальник управления ГРУ ГШ ВС СССР. После чего до февраля 1957 возглавлял отделы и управления ГРУ. С февраля 1957 в запасе. Проживал в Москве, похоронен на Химкинском кладбище.

### Звания
- капитан (31 декабря 1936);
- майор (29 августа 1938);
- полковник (28 ноября 1939);
- генерал-майор (31 мая 1954).

### Награды
- орден Ленина (21 февраля 1945);
- три ордена Красного Знамени (10 июля 1944, 3 ноября 1944, 1950);
- орден Отечественной войны I степени (10 апреля 1945);
- орден Красной Звезды (1940);
- медали.